# César Sampaio
César Sampaio, właśc.Carlos César Sampaio Campos (ur. 31 marca 1968 w São Paulo) – brazylijski piłkarz grający na pozycji defensywnego pomocnika. Wicemistrz świata z roku 1998.
Pierwszym klubem Césara Sampaio w karierze był Santos FC, w którym zadebiutował w 1986 roku. Następnie grał w takich klubach jak: SE Palmeiras, japońska Yokohama Flügels, ponownie Palmeiras, hiszpańskie Deportivo La Coruña, Corinthians Paulista, japońskie Kashiwa Reysol i Sanfrecce Hiroszima oraz São Paulo FC, w barwach którego zakończył karierę w 2004 roku. W swojej karierze zwyciężył w Campeonato Paulista (z Palmeiras w 1993 i 1994 i z Corinthians w 2001), w Campeonato Brasileiro Série A z Palmeiras w 1993 i 1994 oraz w Copa Libertadores w 1999 roku (z Palmeiras). Sukcesy osiągał także we Włoszech. W 1995 roku wygrał z Yokohamą Puchar Zdobywców Pucharów Azji i Superpuchar Azji.
W reprezentacji Brazylii César Sampaio zadebiutował 8 listopada 1990 roku w zremisowanym 0:0 meczu z Chile. W kadrze narodowej od 1990 do 2000 roku rozegrał 47 spotkań i strzelił 6 goli. Brał udział w Mundialu we Francji, gdzie w 6 meczach strzelił 3 bramki (przeciwko Szkocji i Chile). Z Brazylią wywalczył wówczas wicemistrzostwo świata.

## Sukcesy
- Wicemistrz świata 1998 z reprezentacją Brazylii;
- Zdobywca Pucharu Konfederacji 1997 z reprezentacją Brazylii;
- Zdobywca Copa América z 1997 roku z reprezentacją Brazylii;
- Mistrz Campeonato Brasileiro Série A 1993 i 1994 z SE Palmeiras;
- Mistrz Campeonato Paulista 1993 i 1994 z SE Palmeiras, 2001 z Corinthians Paulista;
- Zdobywca Torneio Rio-São Paulo 1993 i 2000 z SE Palmeiras;
- Zdobywca Puchar Zdobywców Pucharów Azji 1995 z Yokohama Flügels;
- Zdobywca Copa do Brasil 1998 z SE Palmeiras;
- Zdobywca Mercosul Cup 1998 z SE Palmeiras;
- Triumfator Copa Libertadores 1999 z SE Palmeiras;
- Zdobywca Superpucharu Hiszpanii z Deportivo La Coruña.